# Mahmud Pacha Angelović
Mahmud Pacha Angelović ou Mahmoud Pacha Angelovitch (né vers 1420, exécuté le 18 juillet 1474). D’origine chrétienne, il est Grand vizir de l’empire ottoman sous le règne de Mehmed II de 1456 à 1468 et de 1472 à 1474.

## Origine familiale
L’origine de Mahmoud Pacha Angelovitch est incertaine. Il semble que son grand-père était Alexios Angeloi-Philanthropenos, un dynaste byzantino-serbe qui avait régné sur la Thessalie entre 1373 et 1390 avec un titre de César reconnu par l’empereur Manuel II Paléologue après l’abdication du prince serbe Jovan Uroš. Le père du futur Mahmoud Pacha était un certain Michel Angelović actif vers 1420.
Il semble que Mahmud, peut-être né à Novo Brdo d’une mère serbe, ait été capturé lors d’une razzia turque dès 1427 et qu’il ait été emmené à Andrinople, où il se serait rapidement converti à l’Islam. Notons toutefois qu’en 1467, dans une lettre adressée au Sénat de la république de Raguse, Mahmoud Pacha, qui se nomme lui-même « Abogović Hrvat », se déclare d'origine « Croate » c'est-à-dire catholique.
Son frère demeuré chrétien, un autre Mihailo Anđelović ou Angelović, participe à la régence en Serbie après la mort du prince Lazare II Branković le 20 janvier 1458, mais il est arrêté dès le 31 mars de la même année. Après une vie aventureuse il serait mort sous le nom monastique de Makarios, le 3 décembre 1486.

## Grand Vizir
Mahmud Pacha, présenté au jeune prince héritier Mehmet, entre à son service et est élevé avec lui à la cour d’Andrinople. Il devient vizir en 1453. Dès 1454 il devient Beyglerbeg de Roumélie et il est nommé Grand vizir par le sultan Mehmed II pendant l’été 1456 après l'échec de son prédécesseur Zaganos Pacha durant le siège de Belgrade. En 1456-1458 il participe aux campagnes menées en Serbie et qui aboutissent à la chute d'Étienne Tomašević et à l’annexion provisoire du pays entre 1459 et 1471.

## L’ascension
En 1460 le nouveau Grand Vizir mène une campagne en Morée contre les derniers Paléologues Thomas et Démétrios qui s’achève par la prise de Mistra et la disparition de leur principauté. Il assiège aussi Amasya, une colonies génoise du littoral de la mer Noire, et prend la ville.
En 1461 il fait campagne en Anatolie contre l'empire de Trébizonde. C’est là qu’il est victime d’une tentative d’assassinat par un Tatar qui semble avoir été envoyé par Ouzoun Hassan, le dirigeant (Hükümdarı) de la confédération turkmène des Aq Qoyunlu et protecteur du petit État croupion de l'Empire romain d'Orient.
Il reçoit ensuite une ambassade menée par Sara Hatin, la mère d’Ouzoun Hassan, qui vient plaider la cause de l’allié chrétien de son fils. Sa capitale Trébizonde est néanmoins investie et le dernier empereur David II Comnène doit capituler le 15 août 1461.
L’année suivante, en 1462, il intervient d’abord en Valachie à la suite de l’exécution de l’ambassadeur ottoman Hamza Bey et de sa suite par Vlad III l'Empaleur qui est chassé et doit se réfugier en Hongrie. Mahmud Pacha intronise à sa place son frère Radu III l'Élégant comme vassal de l’Empire ottoman. Il conquiert ensuite l'île de Lesbos sur la famille génoise des Gattilusi.
En 1463 il met fin au royaume de Bosnie, dont le dernier roi Étienne Tomašević est exécuté et la famille royale contrainte à l'exil. Il entre également dans le duché de Saint-Sava (en) (actuelle Herzégovine) dont le dirigeant Stefan Vukčić s’enfuit. La république de Venise profite de ces campagnes dans les Balkans pour initier la première guerre vénéto-ottomane en envahissant le Péloponnèse à l'été mais en est rapidement repoussée. 

## Le déclin et la chute
Mahmud Pacha est sur la défensive tout au long de l'année 1464 car il doit protéger l’île de Lesbos contre les Vénitiens et la ville de Zvornik en Bosnie devant le retour offensif des armées hongroises de Matthias Corvin.
En 1466, il est contraint de mener des négociations de paix avec la république de Venise. Deux ans plus tard il entre en campagne à la suite d’une succession disputée dans la principauté des Karamanides et s’oppose de nouveau aux intérêts d’Ouzoun Hassan, mais les intrigues de la cour amènent sa première déposition en 1468.
Nommé sandjakbeg de Gelibolu en 1469, il commande la flotte ottomane lors la conquête de l’île d’Eubée en 1470. Le 12 juillet, après un siège de moins d'un mois, la colonie vénitienne de Négrepont (ancienne Chalcis d'Eubée) est prise d'assaut. La majeure partie de la population, qui compte en cette période environ 4 000 habitants, Vénitiens et Grecs confondus, est alors massacrée ou réduite en esclavage.
Mahmud Pacha est rétabli au poste de grand vizir lors de l'offensive d'Uzun Hasan en Anatolie, mais refuse le commandement des troupes ce qui provoque une nouvelle brouille avec le sultan.
En 1473 il fait campagne avec succès en Anatolie contre Ouzoun Hassan, qui est défait lors de la bataille d'Otlukbeli (aujourd'hui commémorée par un monument). Il est cependant déposé en novembre au profit de son rival Gedik Ahmed Pacha.
Mahmud Pacha est déposé une seconde fois et emprisonné dans la capitale. Le sultan Mehmed II lui reproche son inaction supposée dans la poursuite d'Ouzoun Hassan et d'avoir été un ennemi du prince héritier Mustafa (tr) mort la même année. Mahmud Pacha est exécuté par strangulation à l'été 1474